# بنجامين بواليا
بنجامين بواليا (بالإنجليزية: Benjamin Bwalya)‏ هو لاعب كرة قدم ومدرب كرة قدم زامبي في مركز الهجوم، ولد في 25 أغسطس 1961 في Mufulira ‏ في زامبيا، وتوفي بنفس المكان في 9 فبراير 1999. لعب مع Nchanga Rangers F.C. ‏.